# Pau Molins Amat
Pau Molins Amat (Barcelona, 1962) és un advocat penalista català.

## Biografia
Fill menor d'onze germans, procedent de la coneguda família de Ciments Molins, on han treballat gairebé tots ells, Pau Molins es va decidir pels estudis jurídics. Llicenciat en Dret per la Universitat de Barcelona en 1985 i Doctorat i Màster en Dret Penal també per aquesta universitat en 1988, és soci director del bufet d'advocats "Molins & Silva", especialitzat en Defensa Penal, que va crear el 1994, després d'associar-se amb el catedràtic de Dret penal Jesús María Silva. Anteriorment va treballar al despatx de Joan Piqué Vidal. Es va fer militant de CDC a la fi dels 90 i per les seves mans han passat noms de convergents emblemàtics com Lluís Prenafeta i també va ser l'encarregat de redactar la querella que CiU va preparar contra Pasqual Maragall pel cas del 3%. Molins està connectat amb Miquel Roca i Junyent no només pel dret sinó també pel seu germà Joaquim Molins Amat, successor de Roca com a portaveu de CiU al Congrés dels Diputats i ex-candidat a l'alcaldia de l'Ajuntament de Barcelona.
Durant la seva carrera professional ha treballat en casos de transcendència mediàtica com la defensa de Fèlix Millet i Tusell, que finalment va abandonar el 2010 per pèrdua de confiança en el seu client, o la defensa de la Infanta Cristina en el cas Nóos. També ha estat l'encarregat de la defensa de l'expresident del Futbol Club Barcelona Sandro Rossell i defensa de l'ex-conseller Santi Vila durant el Judici al procés independentista.
Altres casos que han passat per les seves mans van ser la defensa dels ex-inspectors d'Hisenda Josep Maria Huguet i Ernest de Aguilar. Huguet va ser acusat d'acceptar suborns d'empresaris i finalment condemnat a sis anys de presó. També va defensar Ignasi Farreres, absolt pel Cas Treball, Narcís Serra, per l'escàndol de Caixa Catalunya (absolt).
Va defensar l'empresari Josep Puigneró, el primer industrial empresonat a Catalunya per un delicte ecològic.
Com el seu germà Joaquim, a Pau Molins se li ha ubicat sempre en l'òrbita de Convergència, tot i que des del 2014 ja no milita en aquesta formació. També ha estat directiu del Reial Club de Tennis Barcelona.

### Músic
Més enllà de la seva activitat professional, Pau Molins destaca també per una altra faceta menys coneguda, la de rocker. És la cara més visible de "PorFinViernes", un grup de rock que va néixer cap al 1997, especialitzat en versions d'èxit i la recaptació amb fins benèfics. La seva banda actua per recaptar fons en diferents iniciatives benèfiques, des de l'Alzheimer a l'acollida d'immigrants. Com a tal ha actuat diverses vegades a Luz de Gas. Una de les últimes actuacions va ser per al calendari Talita, el juliol de 2015, i més recentment també va participar en el festival solidari "Rock & Law", promogut per Clifford Chance i altres bufets i fundacions. Dins de "PorFinViernes", format per un grup d'amics de diferents àmbits professionals, Molins canta i toca la pandereta, encara que també ha provat amb la guitarra. El seu repertori a més de Dire Straits, Pink Floyd i Tina Turner inclou també a Maná, El canto del loco i Fito & Fitipaldis, entre d'altres.